# Питкелево
Пи́ткелево (фин. Pitkälä) — деревня в Гатчинском муниципальном округе Ленинградской области.

## История
На карте Санкт-Петербургской губернии 1792 года А. М. Вильбрехта обозначена как деревня Петелева.
Деревня Питкалева из 10 дворов упоминается на «Топографической карте окрестностей Санкт-Петербурга» Ф. Ф. Шуберта 1831 года.

ПИТКОЛЕ — деревня Войсковицкой мызы, принадлежит Кандалинцевой, надворной советнице, число жителей по ревизии: 17 м. п., 23 ж. п. (1838 год)

На картах Ф. Ф. Шуберта 1844 года и С. С. Куторги 1852 года обозначена как деревня Питкалева.
На этнографической карте Санкт-Петербургской губернии П. И. Кёппена 1849 года она обозначена как деревня «Pitkälä», расположенная в ареале расселения савакотов. В пояснительном тексте к этнографической карте она записана как деревня Pitkälä (Питколе, Питкелева) и указано количество её жителей на 1848 год: савакотов — 11 м. п., 20 ж. п., всего 31 человек.

ПИТКЮЛЯ — деревня действительного статского советника Кандалинцева, по почтовому тракту, число дворов — 6, число душ — 17 м. п. (1856 год)

Согласно «Топографической карте частей Санкт-Петербургской и Выборгской губерний» в 1860 году деревня Питколова состояла из 6 крестьянских дворов.

ПИТКАЛЯ — деревня владельческая при колодце, число дворов — 6, число жителей: 14 м. п., 12 ж. п. (1862 год)

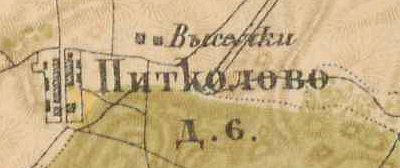
План деревни Питкелево. 1885 год

В 1885 году деревня Питколово насчитывала 6 дворов.
В конце XIX — начале XX века деревня административно относилась к Гатчинской волости 3-го стана Царскосельского уезда Санкт-Петербургской губернии. Население деревни было исключительно финским.
К 1913 году количество дворов не изменилось.
С 1917 по 1922 год деревня Питкелево входила в состав Борницкого сельсовета Гатчинской волости Детскосельского уезда.
С 1922 года в составе Войсковицкого сельсовета.
С 1923 года в составе Борницкого сельсовета Венгисаровской волости Гатчинского уезда.
Согласно данным переписи населения СССР 1926 года в деревне Питкелево Борницкого сельсовета Венгисаровской волости Троцкого уезда проживали 92 человека, большинство финны, а также русские и эстонцы.
С 1927 года в составе Гатчинского района.
С 1928 года в составе Войсковицкого сельсовета Красногвардейского района. В 1928 году население деревни Питкелево составляло 102 человека.

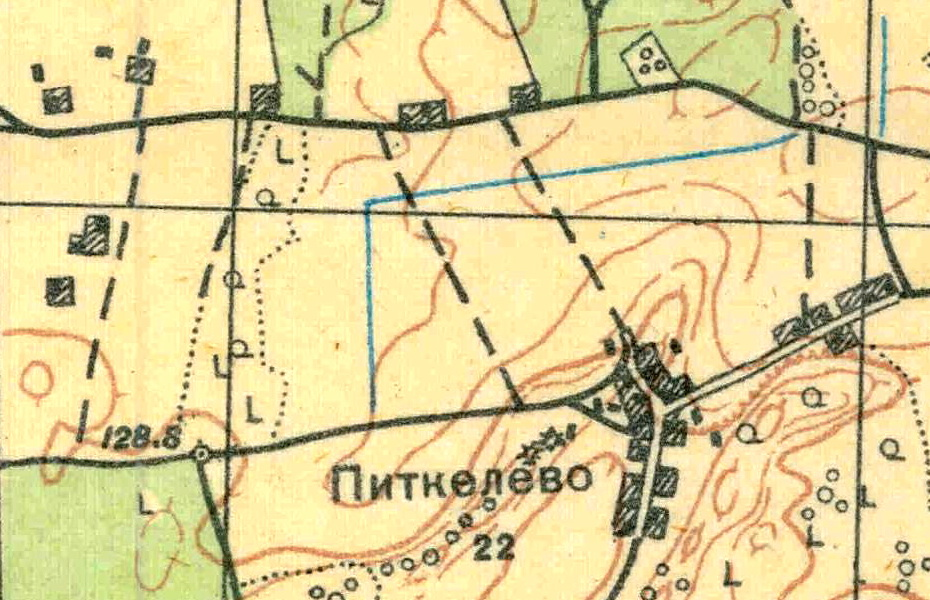
План деревни Питкелево. 1931 год

Согласно топографической карте 1931 года деревня насчитывала 22 двора.
По данным 1933 года деревня Питкелево входила в состав Войсковицкого финского национального сельсовета Красногвардейского района.
С 1 августа 1941 года — немецкая оккупация. Деревня была освобождена от немецко-фашистских оккупантов 22 января 1944 года.
В 1958 году население деревни Питкелево составляло 67 человек.
С 1959 года в составе Елизаветинского сельсовета.
По данным 1966 и 1973 годов деревня Питкелево находилась в составе Елизаветинского сельсовета.
По данным 1990 года деревня Питкелево входила в состав Сяськелевского сельсовета Гатчинского района.

## География
Деревня расположена в северо-западной части района на автодороге 41К-498 (Спецподъезд № 8044).
Расстояние до административного центра поселения, деревни Сяськелево — 5 км.
Расстояние до ближайшей железнодорожной станции Войсковицы — 6 км.

## Демография
| 1838 | 1848 | 1862 | 1928 | 1997 | 2002 | 2006 |
| ---- | ---- | ---- | ---- | ---- | ---- | ---- |
| 40   | ↘31  | ↘26  | ↗143 | ↘14  | ↗21  | ↘14  |
| 2007 | 2010 | 2012 | 2013 | 2017 |      |      |
| ↗18  | ↗41  | ↘20  | ↘16  | ↗17  |      |      |

В 1997 году в деревне проживали 14 человек.
По состоянию на 1 января 2007 года деревня состояла из 6 домохозяйств, где проживало 18 человек, в 2010 году — 41 .

### Национальный состав
В 2002 году в деревне проживал 21 человек (русские — 86%).
Согласно данным Всероссийской переписи населения 2021 года в деревне проживали 178 человек, все русские.

## Достопримечательности
Карьер — расположен в юго-западной части деревни. В известняках огромного «карьера-каньона» множество окаменелостей, кораллов, брахиоподов и пр.
- Породы, встречающиеся в карьере:
  - ледниковая мешанина (в основном из песка и известняка) до 3 м
  - песок, предположительно ледниковый, с прослоями гальки до 2 м
  - неопределенные слои (скрыты под осыпью) до 3 м
  - доломитизированные желтые известняки около 2 м
  - серо-бордовый мергель (слоистый и сыпучий) 0,2 м
  - желтые известняки около 2 м
  - остальные слои скрыты под осыпью

## Фото

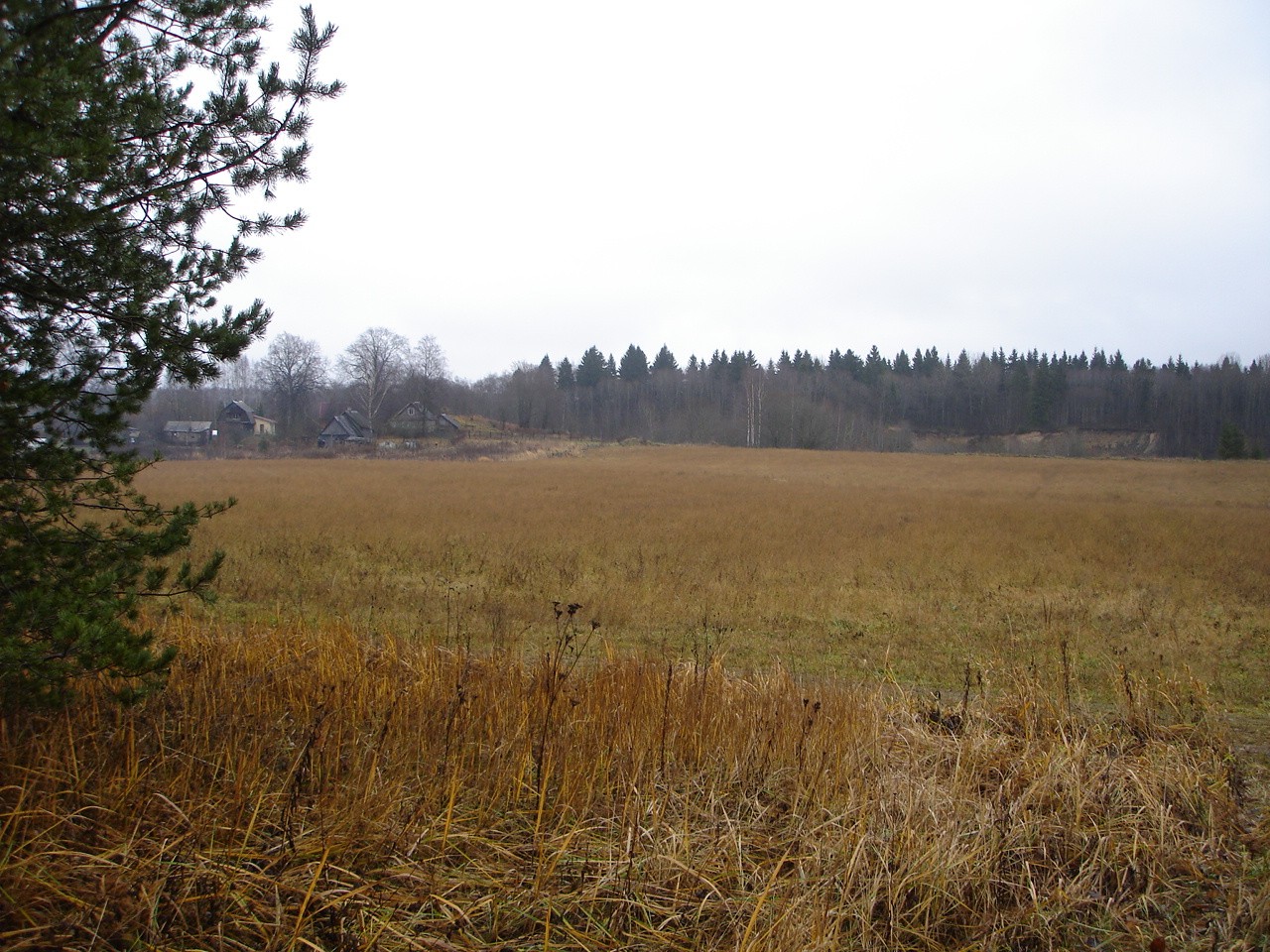
Деревня Питкелево со стороны поля
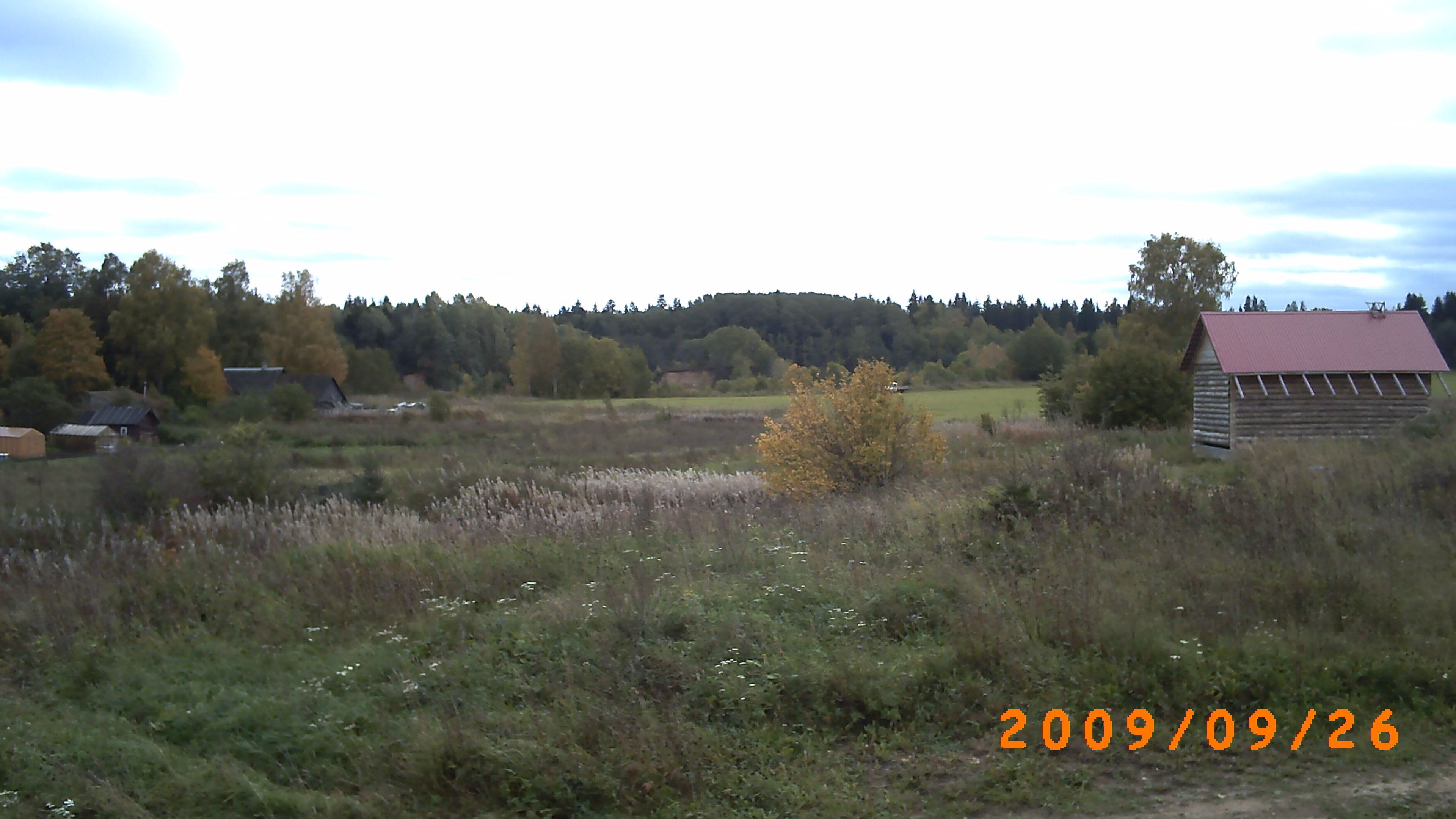
Деревня Питкелево

## Транспорт
Добраться до деревни можно следующими способами:
Электричкой с Балтийского вокзала до ст. Гатчина-Балтийская, далее автобусом № 540 до Нового Учхоза (отпр. около 8.00 и 10.00) далее через воинскую часть (по бетонной дороге) до дер. Питкелево. (Карьер прямо по дороге и за шлагбаум).
На машине от Санкт-Петербурга ехать по Киевскому шоссе до Гатчины. Далее по пр. 25-го Октября до пересечения с Красноармейским пр. По Красноармейскому проспекту до ж/д переезда на улице Воскова (Слева от дороги. От перекрёстка примерно 2 км). Далее по Корпиковскому шоссе следовать прямо, минуя п. Черново и п. Новый Учхоз. На пересечении с дорогой А120 (Санкт-Петербургское южное полукольцо) ехать прямо по бетонной дороге. Первый поворот направо.